# スイス国鉄RABe511形電車

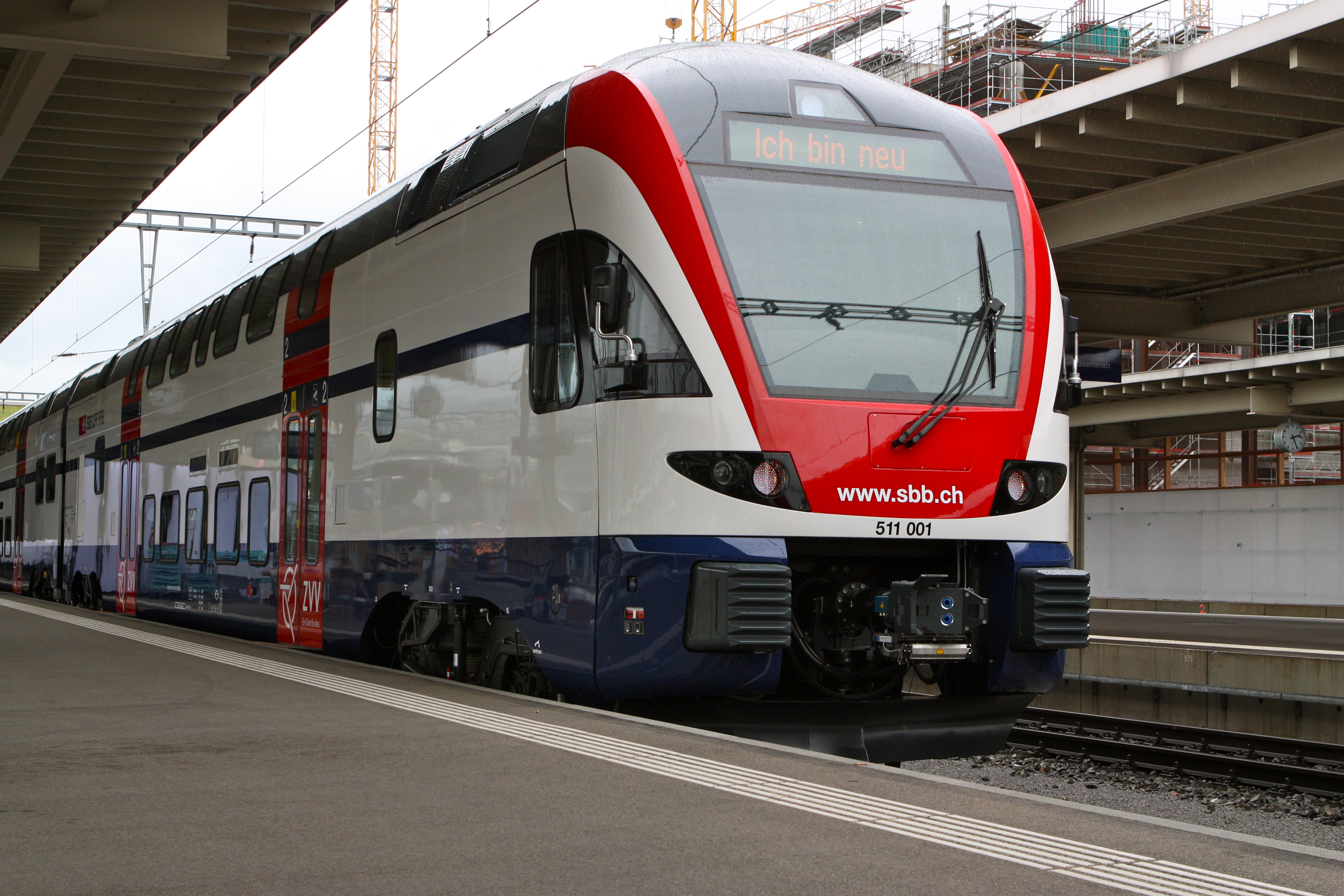
RABe511 001号機、チューリッヒ中央駅

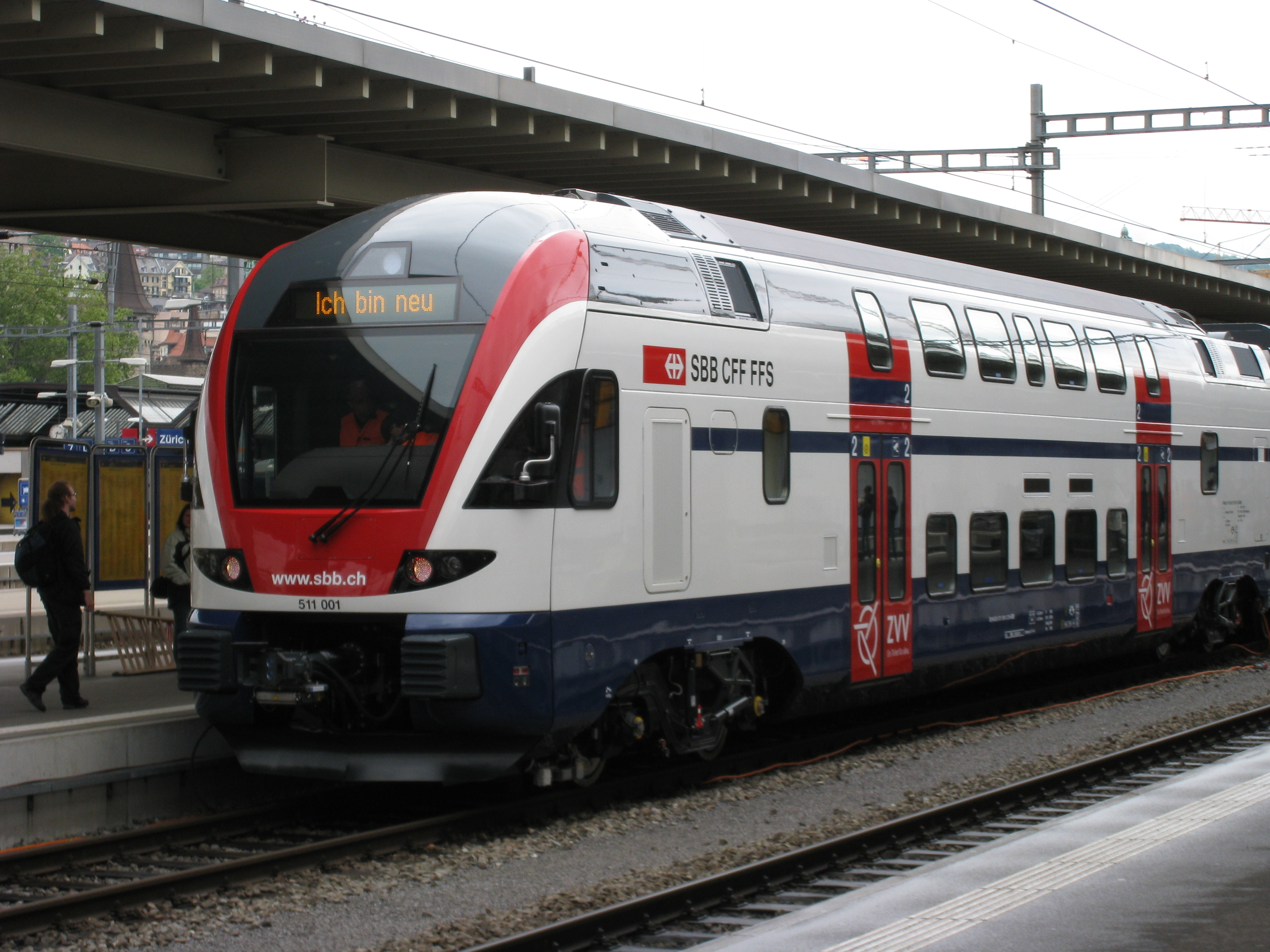
RABe511 001号機の後位側先頭の2等電動車、チューリッヒ中央駅

スイス国鉄RABe511形電車（スイスこくてつRABe511がたでんしゃ）は、スイスのスイス連邦鉄道（SBB: Schweizerische Bundesbahnen、スイス国鉄）の都市近郊列車で使用されている電車である。

## 概要
1990年に発足したチューリッヒのSバーンでは、従来からチューリッヒの近郊用に使用されていたRABDe510形による電車列車やRBe540形、RBDe560形電車が牽引する客車列車などに加えて、Re450形電気機関車が牽引する4両固定編成の2階建列車（通称DPZ）115編成を1989年から導入し、その後2006年以降の増備はシーメンス社のデジロシリーズを同様に2階建4両固定編成仕様としたRABe514形電車（通称DTZ）に移行し、2009年までに61編成が導入されて従来からのRABDe510形や電車または機関車が牽引する客車列車を順次置き換えていた。
そうした中、2008年にはスイス国鉄ではSバーンの更なる輸送力増強計画を立案し、当時DPZ114編成、DTZ42編成、RABDe510形15編成、RBe540形+EW I系/EW II系客車+RBe540形19編成、Re420形電気機関車+EW I系/EW II系客車2編成であったSバーンの機材を2015年には、Projekt LIONと呼ばれる更新・バリアフリー化改造を実施したDPZ+113編成（低床式2階建客車1両組込）とDTZ61編成に加えて、新しい2階建6両編成の電車50編成、Projekt LIONにより更新改造を実施したRe420形+旧DPZの2階建客車16編成の体制に増強を図ることとなり、このスイス国鉄2階建列車の第3世代となる新しい6両50編成の電車が本項で記述するRABe511形であり、8月31日にシュタッドラー社に10億スイス・フランで発注され、2011年の営業運転開始を目指し、第1編成が2010年7月3日にロールアウトしている。また、直前の同年6月30日にはこの契約の最初のオプションが行使され、スイス国鉄の近郊区間のレギオエクスプレス用として6両50編成のうちの13編成とともに運行される4両編成の通称RABe511.1形24編成が発注されている。
RABe511形はシュタッドラー社が近郊用電車として9か国から500編成以上を受注しているモジュール構造の低床式電車であるFLIRTシリーズをベースに都市近郊用の2階建電車としたもので、車体と機械部分の製造および最終組立をシュタッドラーが、主要な電機品の製造をABB SchweizおよびABB Sécheronが担当しており、定格出力4000kW、最大出力6000kWで、1.1m/s2の都市近郊近郊列車に必要な高い加速性能を有している。また、本形式は計画、発注当初はドイツ語で2階建電車を表すDOSTOと呼ばれていたが、第1編成のロールアウトを機に、シュタッドラー社から正式なシリーズ名であるKISSシリーズの名称が付されている。
RABe511形は前位側から各車Bt100、B200、B300、B400、AB500、Bt600（6両編成の場合）と呼ばれており、第1編成のを例にとると、スイス国鉄の形式名、編成番号と、2007年から採用されたUIC規格によるヨーロッパ標準動力車番号体系であるEVNの編成番号および各車両番号とは以下のとおりとなっている。
スイス国鉄形式、編成番号
- RABe511 001-5

EVN
- 編成番号
  - RABe511 94 85 0 511 001-5 CH-SBB
- 車両番号
  - Bt100：Bt 94 85 1 511 001-3 CH-SBB
  - AB200：AB 94 85 2  511 001-2 CH-SBB
  - B300： B 94 85 3 511 001-9 CH-SBB
  - B400：B 94 85 4 511 001- 7 CH-SBB
  - AB500：AB 94 85 5 511 001-4 CH-SBB
  - Bt600：Bt 94 85 6 511 001-2 CH-SBB

## 仕様

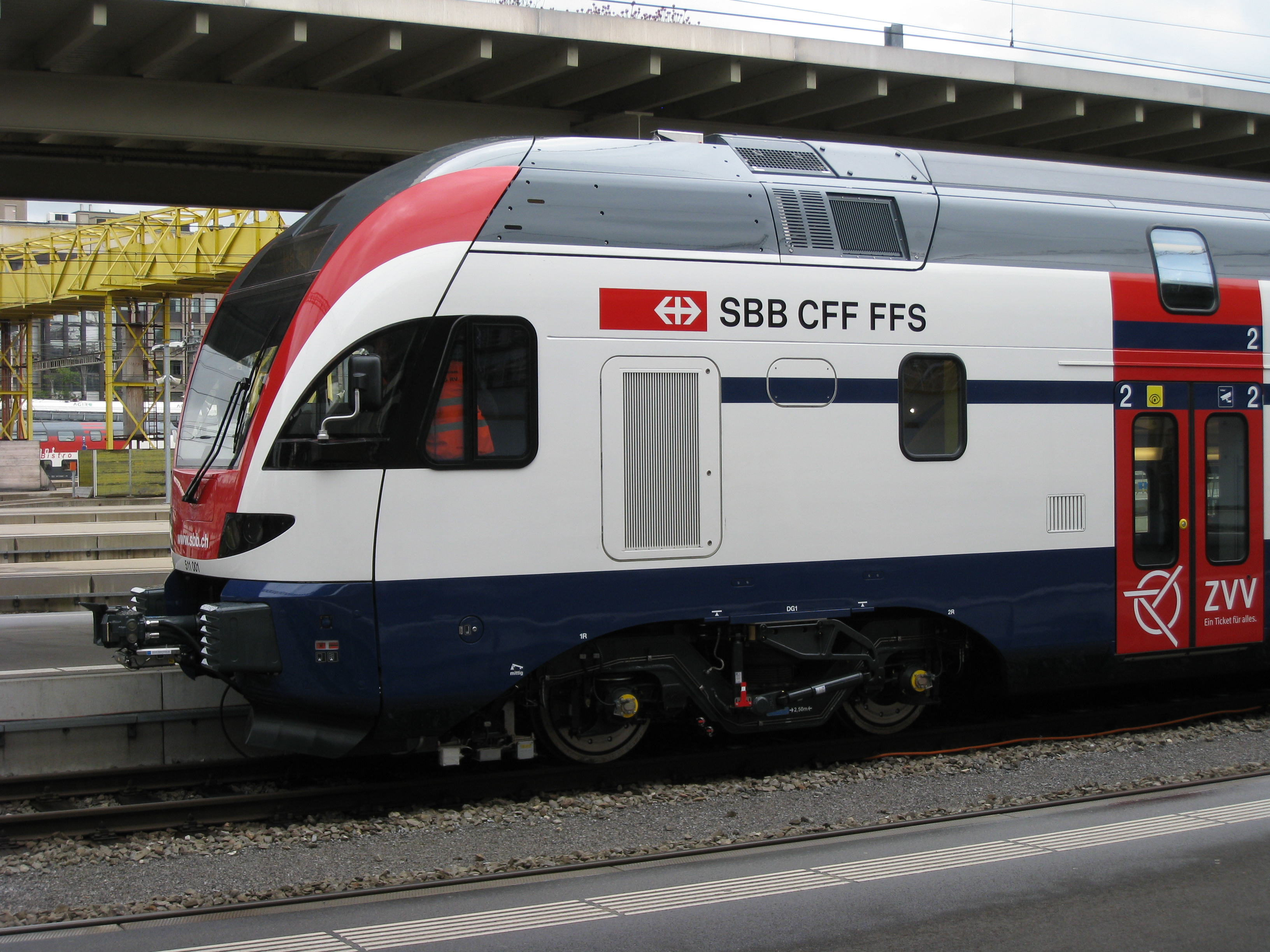
先頭部、先頭の動台車上に走行用機器が搭載され、動台車のディスクブレーキはキャリパー式

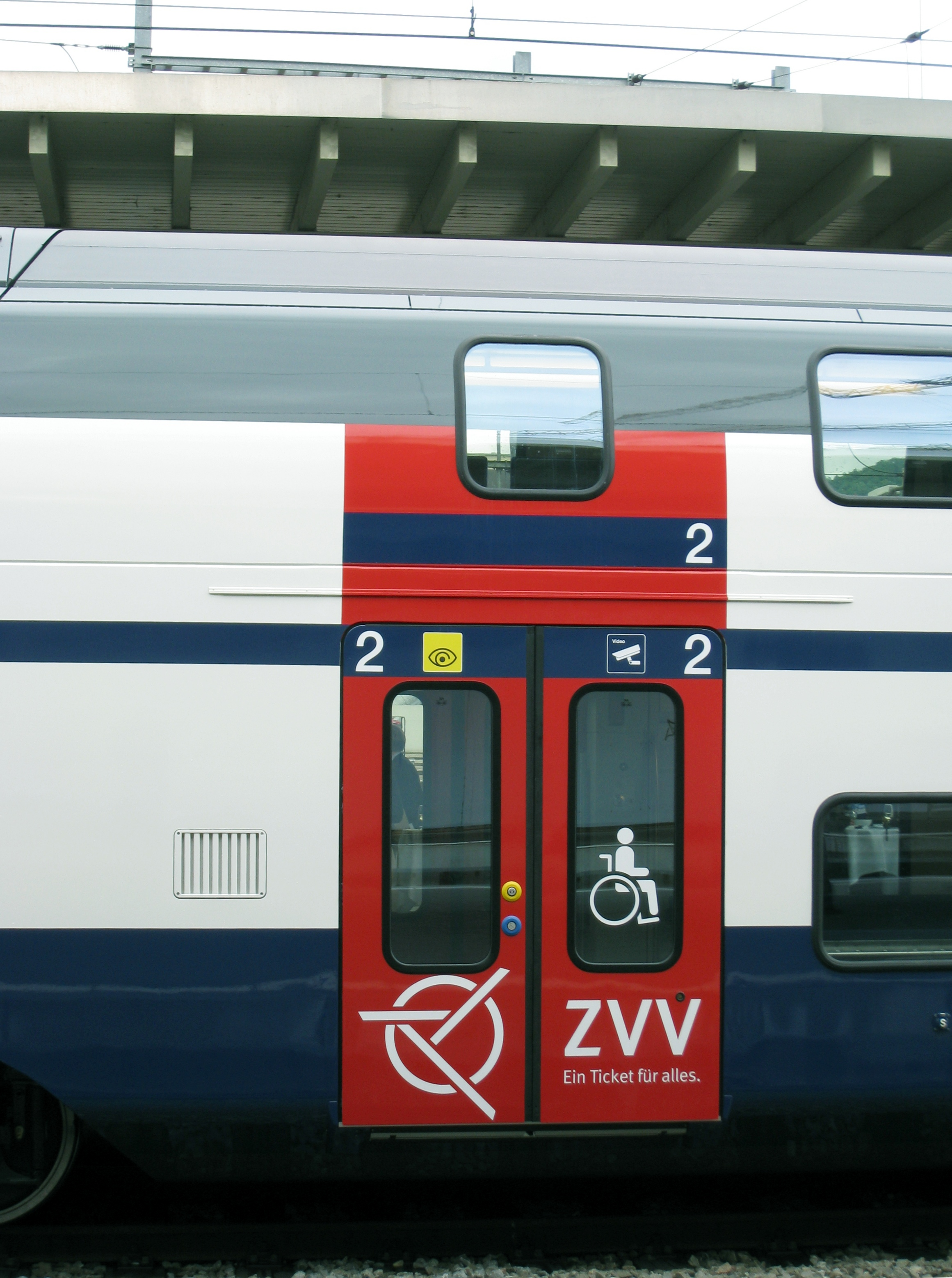
出入り口扉、引込式ステップにより車椅子でそのまま乗車できる

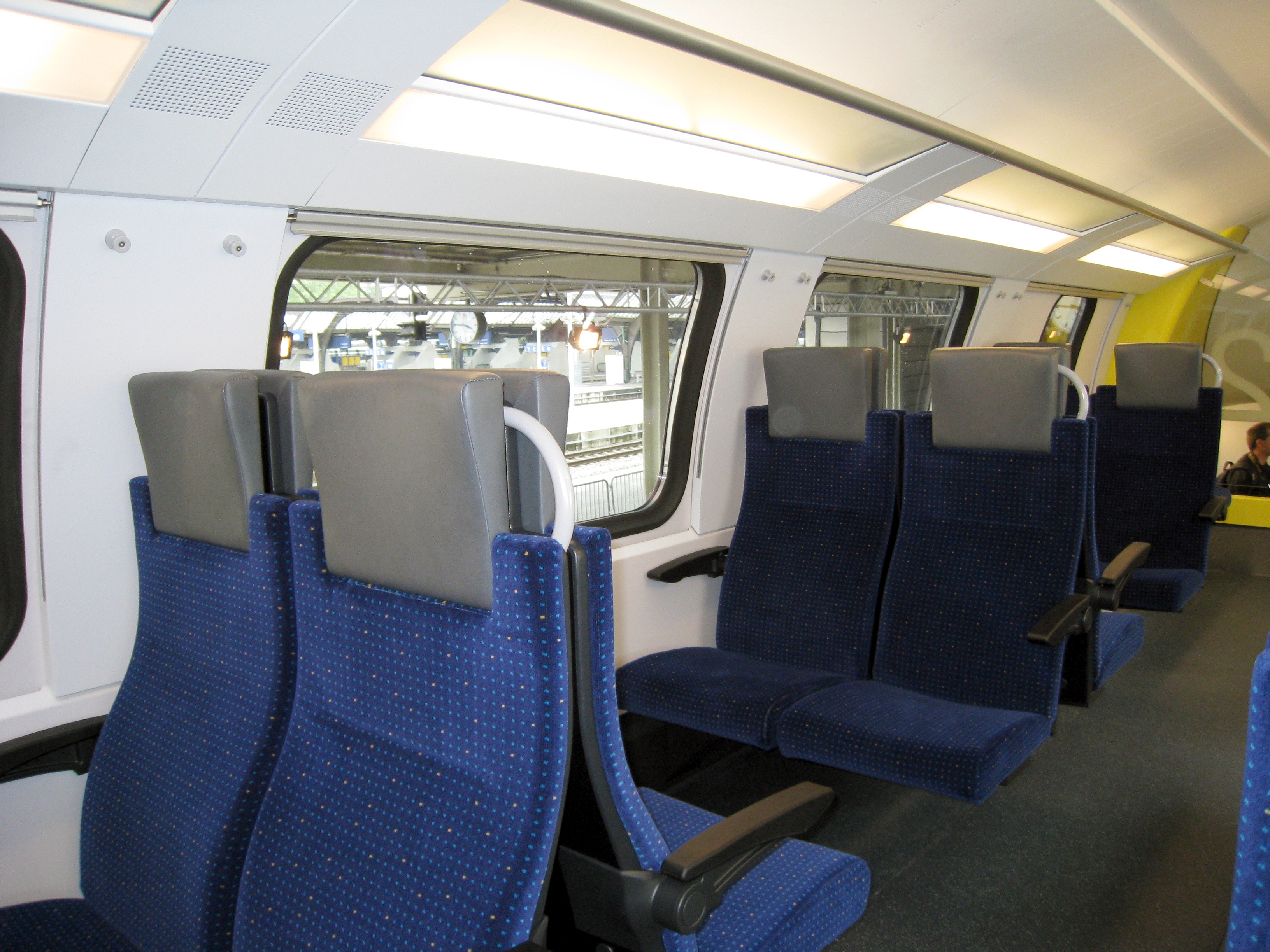
2等2階客室

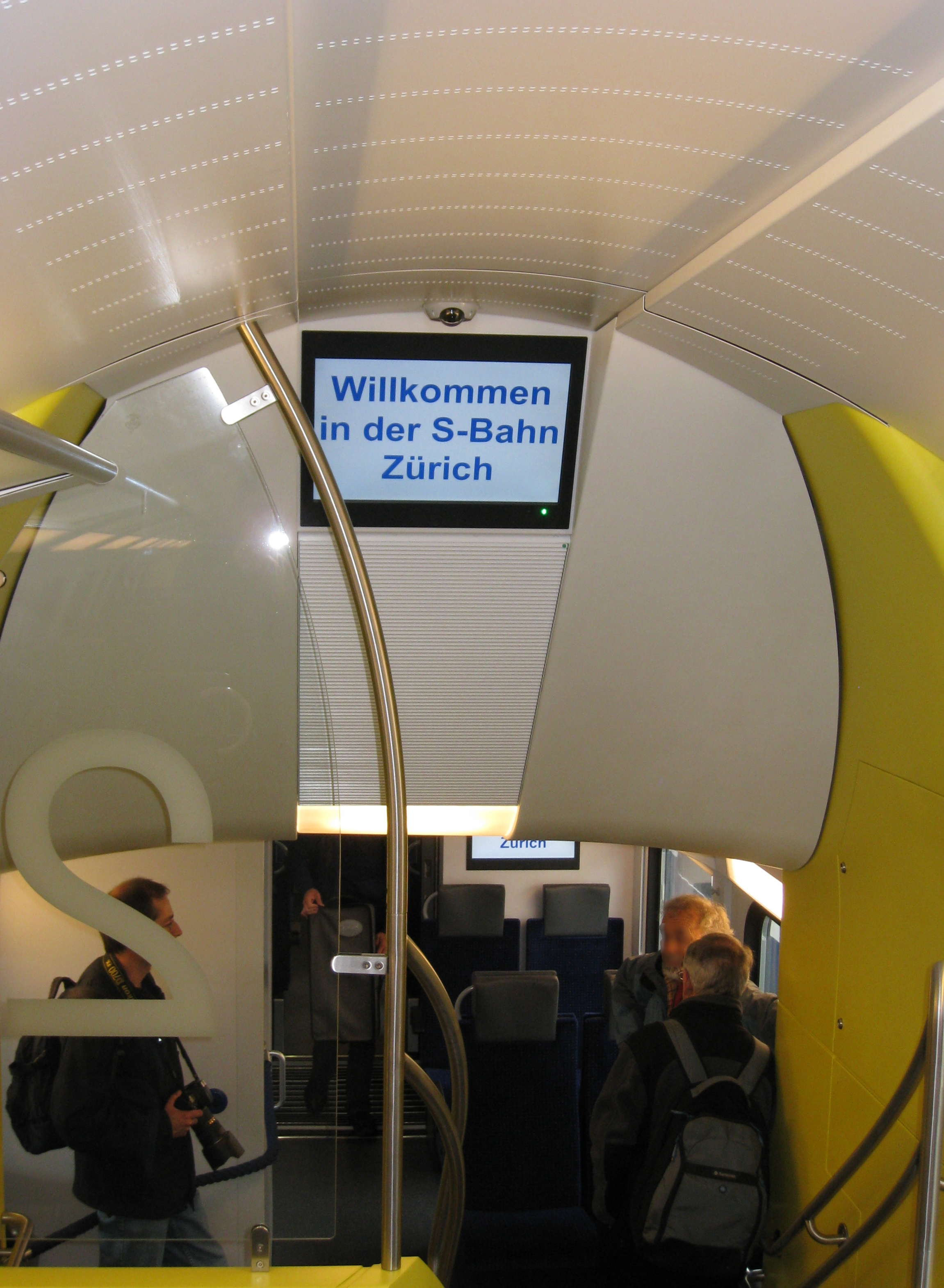
2階客室から出入口部、平屋階客室を見たところ、液晶表示器の手前の天井には車内監視カメラが設置されている

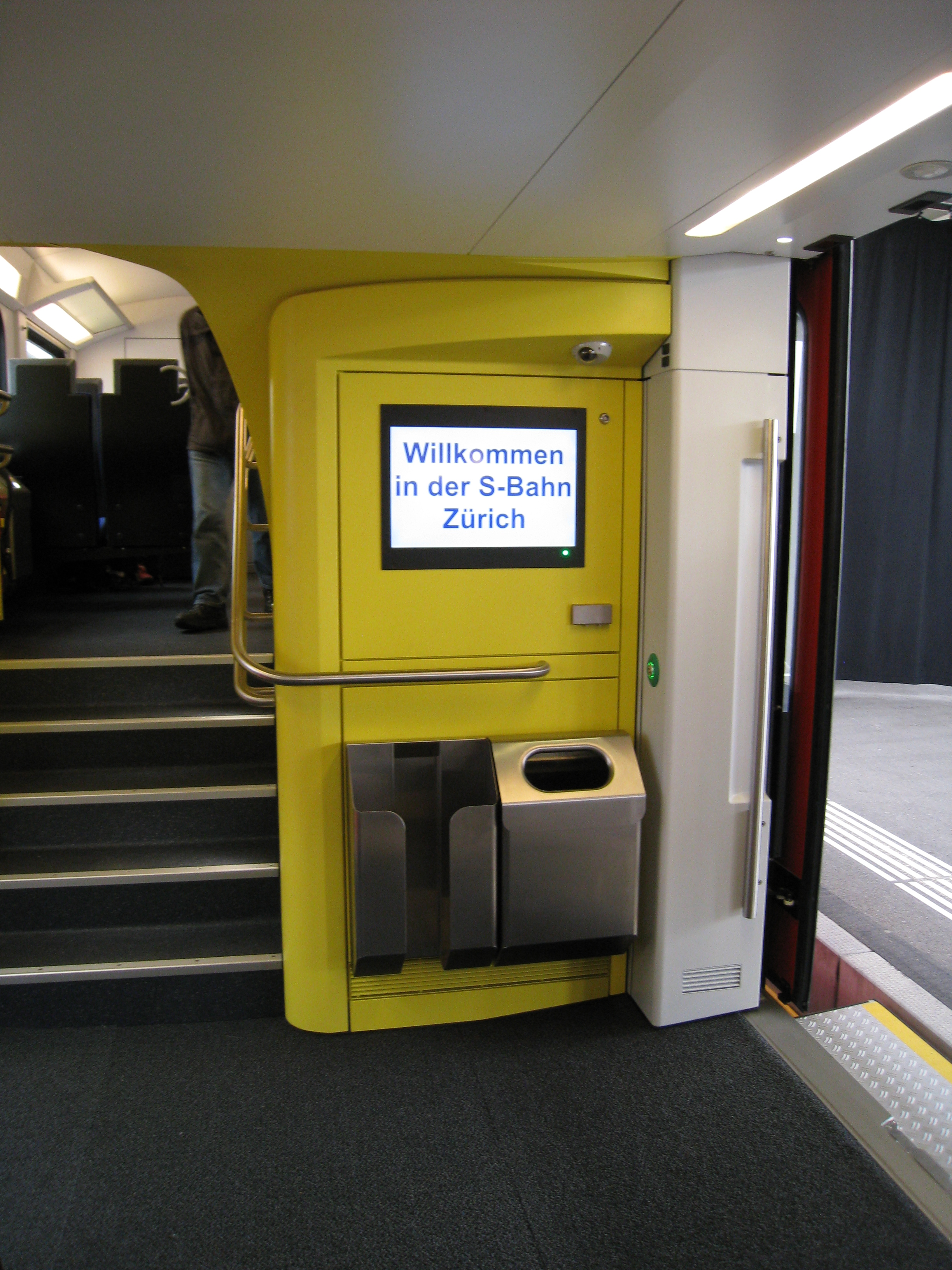
出入口部、出入口部に引込式ステップが、妻壁面には液晶表示器が設置される

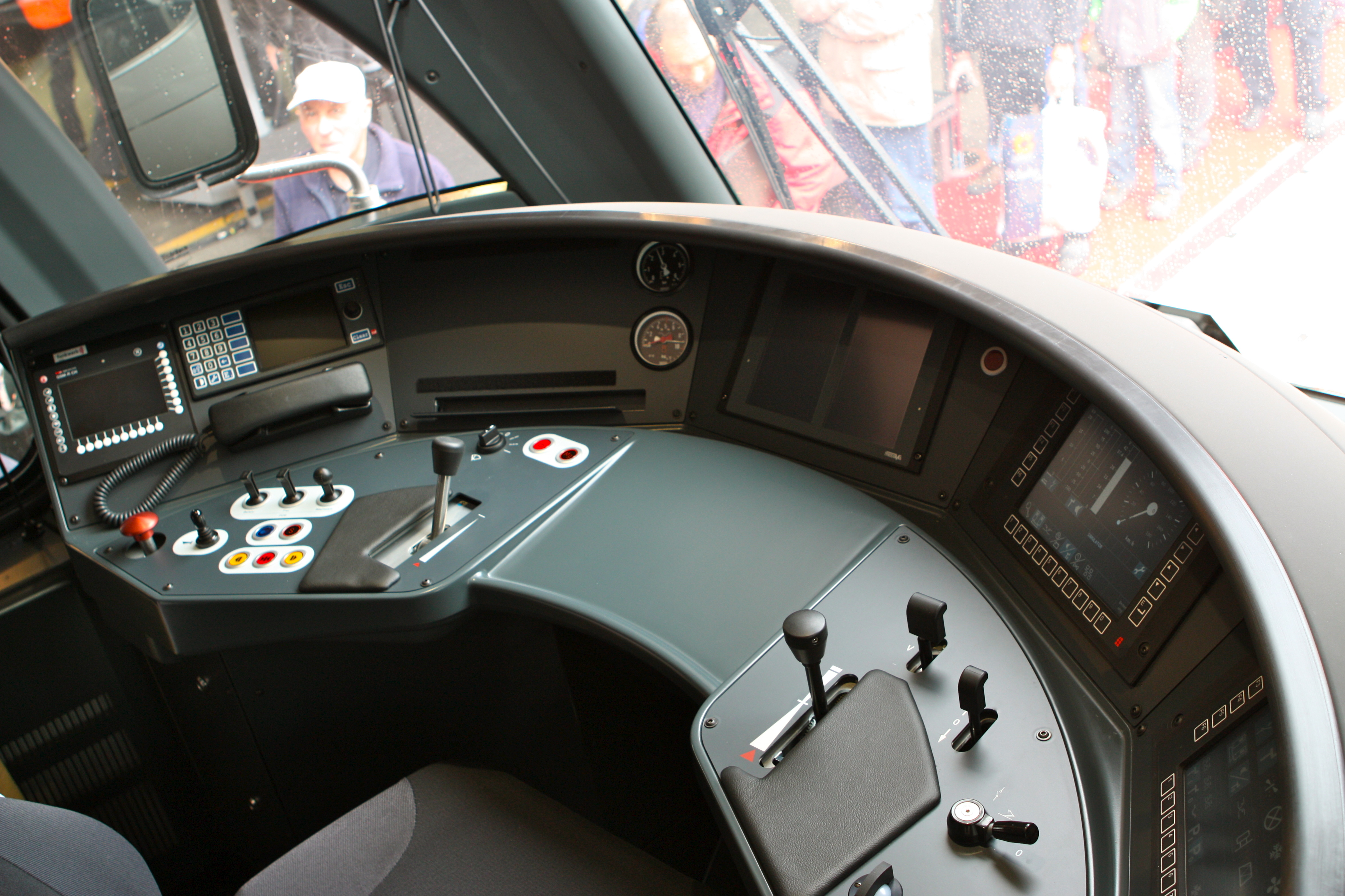
RABe511形の運転台

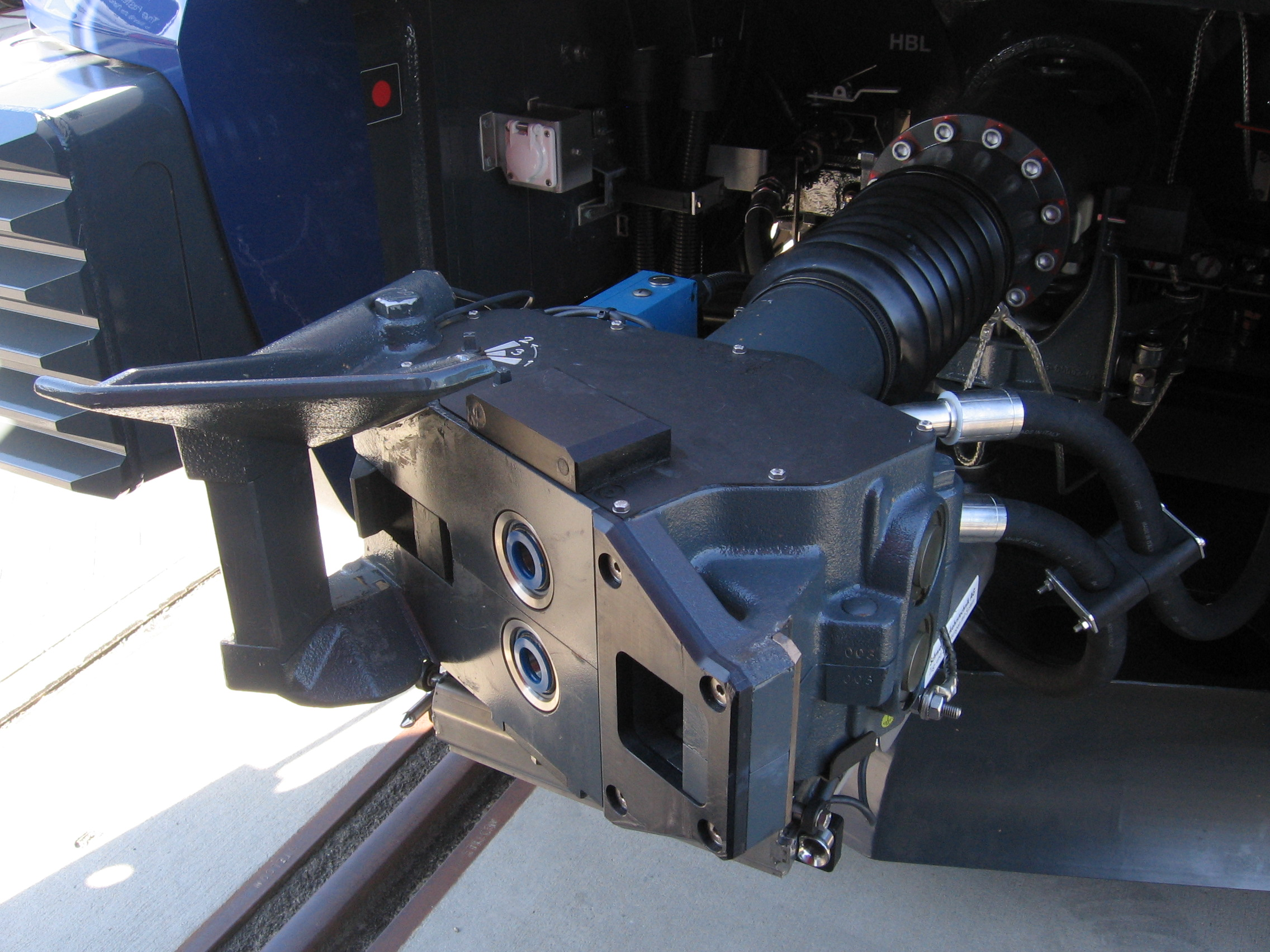
Schwab製自動連結器

### 車体
- RABe511形は6両固定編成の場合は前位側から各車Bt100 - B200 - B300 - B400 - AB500 - Bt600と呼ばれ、車軸配置Bo'Bo'+2'2'+2'2'+2'2'+2'2'+Bo'Bo'（4両編成の場合はBo'Bo'+2'2'+2'2'+Bo'Bo'）で、ベースとなった連接式のFLIRTシリーズとは異なり、都市圏輸送での輸送力確保のため25m級2軸ボギー台車式の大型車体の車両で構成される固定編成となっている。
- 車体構体は大型押出型材を多用した車端耐荷重1500kNアルミ製で、摩擦攪拌接合の採用による構体壁面、床面厚の抑制と天井ほぼ全幅にわたる薄型の空調ダクト等の設計上の工夫により1階、2階客室とも2000mmの天井高を確保しているほか、運転台のみガラス繊維強化プラスチック製で、組立時には塗装、窓ガラスの取付等が済んだ状態で車体に取付ける工法となっている。また、外観からはわからないが、先頭の補助バッファ部を台枠端梁から前方に約1m程度の衝撃吸収構造の衝突梁を張出させ、圧縮荷重基準EN 15227 3に対応したクラッシャブルゾーンとして衝突時に備えている。なお、構体や室内の設計はdesign & technik[17]が担当している。
- 先頭部はGTW[18]およびFLIRTの流れを引くデザインで、縦方向に曲面で大きく絞り込み、左右側面も前面下部へ向かって内側へ絞った形状であり、前面窓ガラスは大型の1枚曲面ガラスで、その上部にLEDの行先表示器が、下部左右にキセノンランプの前照灯および白および赤のLED式前照灯兼標識灯が、行先表示器上部に白色LEDの前照灯が設置されている。
- 各車体は両端の台車上が床面高さ1350mmの平屋建、台車間が2階建てで、1階部分は両端の出入口部が欧州の標準的なホーム高さ550mmに対応した床面高さ550mmでスロープを経由して高さ440mmの客室部へつながっており、2階部分は床面高さ2515mmとなっている。本形式の貫通路は同様に全2階建のインターシティ用IC2000形客車の2階通路方式とは異なり、DPZやDTZと同じ平屋通路方式となっており、1階部分両端の出入口から階段を経由して両車端の平屋部へ、さらに階段を経由して2階部分へ至る構造となっている。室内はBt100およびBt600は1、2階が2等室で平屋階が2階への階段の踊場と機器室、B300、B400は全室2等室、AB200、AB500は2階および1階の半室が1等室、1階の半室と平屋階が2等室となっており、B300の1階に自転車積載スペースとベビーカー積載スペース、平屋階に通常の真空式トイレが、B400の1階に車椅子対応真空式トイレ、車椅子スペースおよびベビーカー積載スペースが用意されている。
- 座席は1等室、2等室とも2+2列の4人掛け（B400の1階のみ車椅子積載のため2+1列の3人掛け）の片持式の固定式クロスシートで2階室の乗降扉上部のみ扉開閉機構を避けるためにレール方向に設置されている。2等室は対面部がシートピッチ1700mm、片方向部が1000mm、1等室は同じく2000mm、1350mmで、FLIRTシリーズのRABe523形よりも1等室のシートピッチが200mm拡大されている。座席定員はBt100およびBt600は2階46席と1階24席の2等計70席、AB200とAB500は1等が2階46席と1階14席の計60席、2等が1階18席と平屋階24席の計42席、B300は2階54席、1階24席、平屋階18席の2等計96席、B400は2階54席、1階17席（うち4席は車椅子搭載スペースの折畳座席）と平屋階24席の2等計95席となっているほか、編成での立席定員は846名、4両編成のRABe511.1形は編成で1等60席と2等277席、立席550名となっている。
- 側面窓は大型の固定式で、1階部は平面ガラス、2階部は車体断面に合わせた曲面ガラスとしており、基本的には対面式座席部は広幅の、片向座席部は狭幅のものが設置され、1等室、2等室のシートピッチの差によっても窓幅を変えている。乗降扉はBode[19]製の有効幅1400mmで電機駆動、両開式のスライド式プラグドアであり、扉下部の床内に引込式のステップを設置している。また、側面中央の1階窓上部には片側2箇所のLED式の行先表示器が設置されている。
- 客室と乗降デッキは床面がダークグレーで壁面および天井が白に近いグレー、階段部は壁面、天井とも黄色、乗降扉内側は赤となっており、座席は2等室のものが青色系のドット柄のモケット貼りでヘッドレストがライトグレーの樹脂製、肘掛が黒、1等室のものがダークグレーのチェック柄のものでヘッドレストが青のビニールレザー貼りで肘掛が黒となっている。室内灯は長手方向の荷棚基部に設置された半間接照明で、空調の冷暖気は天井のダクトを通じて室内へ導かれ、床および壁面窓下には暖房器が埋め込まれている。また、1階および2階の前後妻面と平屋階の車端側妻面にGPSと連動した列車位置情報など各種案内用の液晶ディスプレイが設置されている。なお、これらの機器および車外行先表示装置、車内放送装置、対話式の車内非常通報装置、客室天井に設置された室内監視カメラ等はRuf-Gruppe[20]製のVisiWebと呼ばれるシステムによって統合されている。
- 運転室は中央やや左寄りのデスクタイプ運転台で、2ハンドル式のマスターコントローラーを設置しており、半円形の計器盤の各計器類は従来タイプの針式のもののほか、液晶ディスプレイ式計器/表示灯盤、車両情報装置用ファンクションキー付の液晶ディスプレイ2面が設置されており、将来のETCS搭載に対応しているほか、側面窓には駅での乗降確認用の電動式バックミラーが設置されており、乗務員室扉は設置されていない。
- 連結器は車体取付式で2本の空気管を同時に接続でき、下部に電気連結器を併設している新型のSchwab[21]製自動連結器で、GTWおよびFLIRTシリーズとのみ連結が可能で、+GF+自動連結器を採用しているDPZおよびDTZを含めた他の一般車両とは連結することができない。なお、本形式およびスイス国鉄が運用するFLIRTシリーズのRABe523形等の牽引用としてAm843形ディーゼル機関車の041号機の片側とTemI形ディーゼル/電気入換機の268号機にSchwab製自動連結器が設置されている。また、連結器の左右に一般車両に対応した補助バッファが設置されているほか、前頭部の車体下部および台車前部にはスノープラウが設置されている。
- Bt100とBt600の平屋階の機器室は運転室後部のものは長さ2600mm、連結面部のものは3340mmのいずれも側面に一部ルーバー付の機器点検扉を持つもので、主変圧器、主制御器など走行用機器を搭載しており、中間4両の各妻面にも長さ210mmの機器室が設置されている。また、各車の平屋階屋根上には空調装置が設置されるほか、Bt100とBt600の連結面寄の屋根上には主開閉器、主電動機や機器類の冷却用送風機、シングルアーム式パンタグラフなどの機器を屋根上に設置しており、機器室部屋根肩部にはルーバーの設置された機器冷却用空気取入口が設置されている。
- 塗装
  - 車体塗装はDTZと同一で、RBDe560形のNPZ[22]以来DPZなどにも採用された白と紺色ベースのSバーン標準塗装をRABe523形などとも類似の塗り分けとしたものとなっている。車体は白をベースに車体裾部が紺色、肩部から屋根にかけてがダークグレーで1階と2階の中間部に細い紺色の帯が入るもので、正面窓周りと側面乗降扉周りを赤として、1等室窓部に識別用の黄帯が、乗降扉にはチューリッヒのSバーン等の交通ネットワークシステムであるZVV[23]のマークとロゴが、側面左上部にスイス国鉄のマークとロゴが入れられ、標記類は正面中央に機番が、側面中央下部に各車のEVN車体番号ほか各種標記が、側面右車端部には編成のEVN編成番号ほか各種標記が入るものとなっている。なお、床下機器と台車、屋根上機器はダークグレーとなっている。
  - レギオエクスプレス用のRABe511.1形はIC2000形やRABDe500形以来のスイス国鉄の標準塗装となり、Sバーン用の機体から車体裾部と中央部の細帯を紺色からグレーにしたものとなる予定である。

### 走行機器

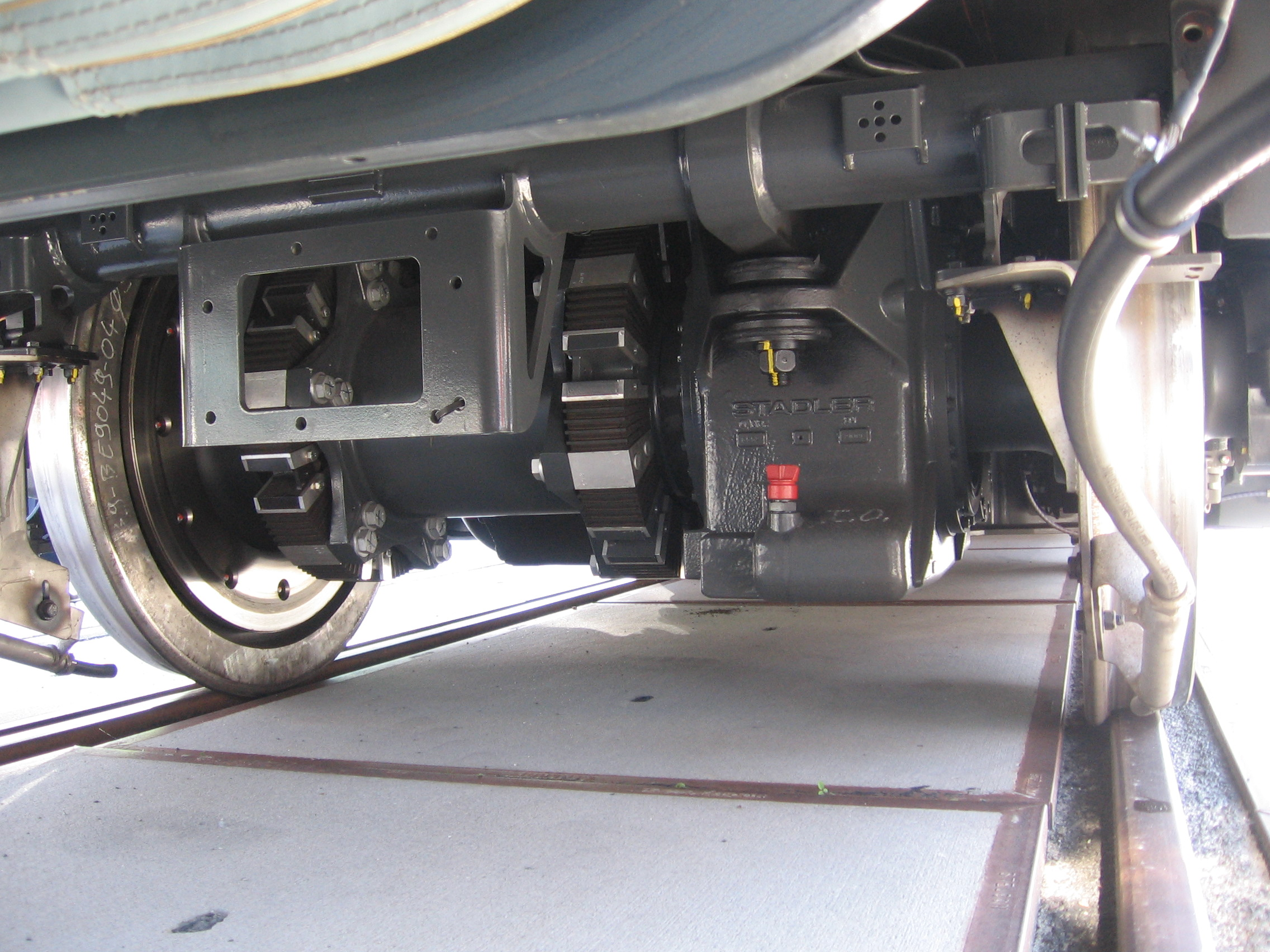
動台車を車端側から見たところ、動軸に積層ゴムブロックを使用したクイル式駆動装置が採用されている

- 制御方式は主変換装置にIGBTを使用したコンバータ・インバータ式で、1台の主変換装置で1台×2群の主電動機を駆動するほか、補助電源装置まで一体化したものとなっており、Bt100およびBt600の前後それぞれの機器室中央の通路を挟んで片側に主変圧器、もう片側に主変換装置が設置されている。
- 主変圧器はABB Sécheron製の小型のアルミ筐体のもので出力は主変換装置用の400V16.7Hzと列車暖房用の単相AC400V16.7Hz、冷媒にはエステル樹脂を使用している。
- 主変換装置はABB-Schweiz製BORDLINEシリーズのCC 1500 AC室内搭載、交流電源用タイプのBORDLINE CC1500_AC_15-25kV_M1500で、2群を1台のラックにまとめて長さ793mm、幅1808mm、高さ2230mmで重量1005kgに一体化されており、制御ユニットにGTWおよびFLIRTシリーズにも採用されているAC 800PECを使用している。入力は主変圧器からの単相AC400V16.7Hzもしくは50Hzでこれを走行用に三相AC0-520Vに変換して1群あたり750kWを出力するほか、1群のみ冷却ファン駆動用のAC0から230V0から50Hz-25ｋVA、補機駆動用の三相AC400V50Hz-100kVAおよびDC36Vを出力する。主回路のIGBT素子冷却は水冷式で、冷却水冷却気は屋根上に設置した送風機から導入するほか、キャリア周波数を2kHzとして変換ロスおよび騒音、駆動装置の負荷を低減している。
- 車両情報装置としてSelectron Systems[24]製のMAS-Tを搭載している。この装置は力行、ブレーキ指令や空転制御やブレーキ力調整などの制御伝送にも対応しているほか、乗降扉、空調装置、モニタ装置、各種表示装置の制御が可能であり、主な伝送に2系統のCANopenを使用しているほか、イーサネット、RS-232等でも各機器とのデータ伝送が可能であり、4編成までの重連総括制御が可能であるほか、他のFLIRTシリーズおよびGTWシリーズの第3、第4世代の機体とも重連総括制御が可能である。
- ブレーキ装置は電気ブレーキとして主変換装置による回生ブレーキを主として、2系統の空気ブレーキおよび付随客車のAB200、B300、B400、AB500に渦電流式レールブレーキを装備する。
- 主電動機はtraktionssysteme austria[25]製のTyp TMF 59-33-4かご形三相誘導電動機 をBt100およびBt600に4台ずつ搭載し、連続定格出力4000kW、起動-54km/h牽引力400kN、最高速度160km/hの性能を発揮するほか、160km/h時でも135kNの牽引力を有しており、設計上は最高速度200km/hを発揮可能である。冷却は屋根上に設置された送風機による強制通風式である。駆動装置は2段減速式で、動力は駆動装置出力軸と動軸に設置された中空軸間および中空軸と動軸間とで、クイルと積層ゴムブロックを使用した継手で変位を吸収するクイル式駆動方式の一種で動輪へ伝達される。
- 台車はSLM[26]の流れを引くStadler Winterthur[27]の新しい台車製造工場で生産されたもので、動台車、従台車とも固定軸距2500mm、車輪径新製時920mmのボルスタレス式台車で、枕ばねは空気ばねでヨーダンパと縦ダンパを併設、軸ばねはコイルばねで縦ダンパ併設、軸箱支持方式は軸梁式となっている。基礎ブレーキ装置いずれもはディスクブレーキで、動台車は車輪にブレーキディスクを組み込んだキャリパーブレーキ方式、従台車は車軸に2枚のブレーキディスクを装備する。また、動台車の先頭軸には砂撒き装置を、従台車の台車中央のレール面上に渦電流式レールブレーキを装備する。
- そのほか、主開閉器は真空式で接地装置と統合されたTyp RM531を、パンタグラフはシングルアーム式のもの1基をBt100およびBt600に搭載するほか、電動空気圧縮機2基、機器冷却用送風機、DC36Vの蓄電池などを搭載する。

### 主要諸元
- 軌間：1435mm
- 電気方式：AC15kV 16.7Hz 架空線式
- 最大寸法：
  - 全長：150000mm（編成）
    - Bt100、Bt600：25360mm
    - AB200、B300、B400、AB500：24820mm

  - 全幅：2800mm
  - 全高：4595mm
- 軸配置：Bo'Bo'+2'2'+2'2'+2'2'+2'2'+Bo'Bo'（6両編成）、Bo'Bo'+2'2'+2'2'+Bo'Bo'（4両編成）
- 軸距：2500mm
- 台車中心間距離
  - Bt100、Bt600：17840mm
  - AB200、B300、B400、AB500：18840mm
- 動輪径：920mm
- 従輪径：920mm
- 自重：297t（6両編成）、211.9t（4両編成）
- 定員（6両編成）：112名（1等）、414名（2等）、846名（立席）
  - Bt100、Bt600：70名（2等）
  - AB200、AB500：60名（1等）、42名（2等）
  - B300：96名（2等）
  - B400：95名（2等）
- 定員（4両編成）：60名（1等）、277名（2等）、550名（立席）
- 走行装置
  - 主制御装置：IGBT使用のVVVFインバータ制御
  - 主電動機：Typ TMF 59-33-4かご形三相誘導電動機×4台×2両
- 性能
  - 連続定格出力：4000kW
  - 最大出力：6000kW
  - 牽引力：400kN（起動-54km/h）、135kN（160km/h時）
  - 起動加速度：1.1m/s2
  - 最高速度：160km/h
- ブレーキ装置：回生ブレーキ、空気ブレーキ、渦電流式レールブレーキ
- 電気ブレーキ力：400kN（54km/h-停止）、135kN（160km/h時）

## 運行

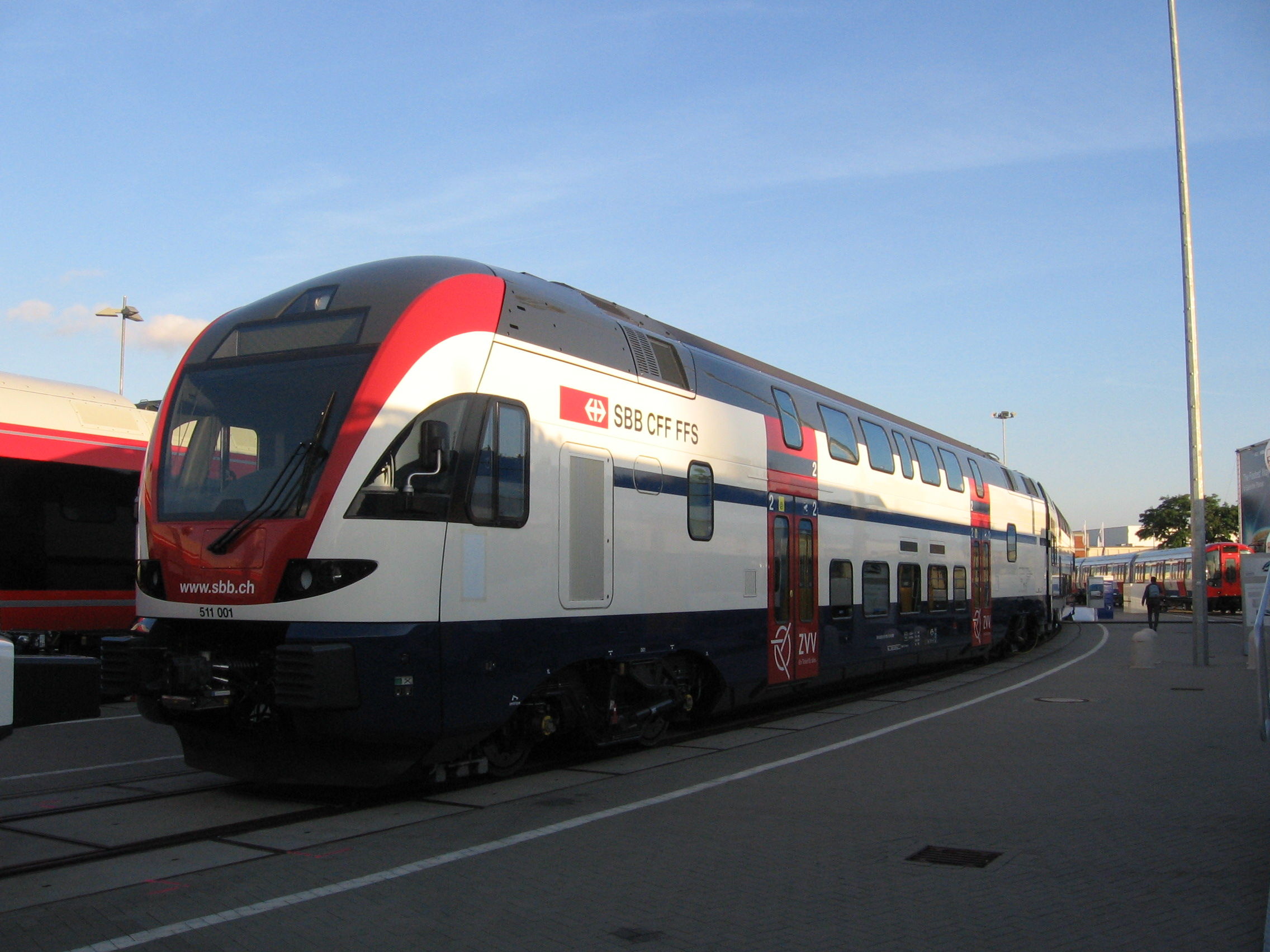
イノトランスに出品されたRABe511 001号機

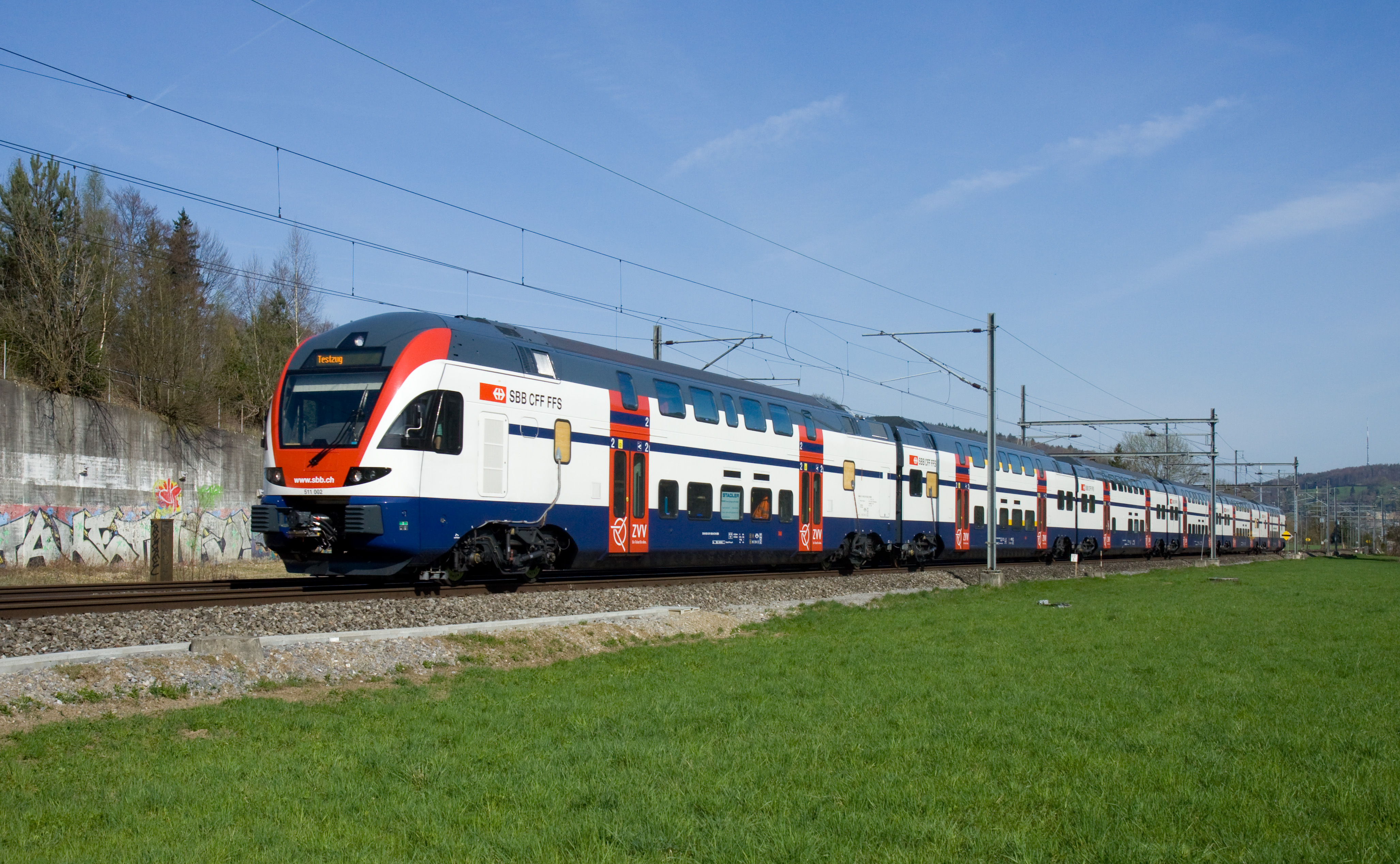
試運転中のRABe511 002号機

- 511 001号車はロールアウト後、ベルリンで開催された2010年のイノトランスに出品されており、同車はその後スイス国内で試運転や訓練運転を継続している。
- 1990年から開始された、チューリッヒ中央駅を拠点に放射状に運転されているSバーンはS2-S18、S21、S22、S24、S26、S29、S30、S33、S35、S40、S41、S55系統および深夜便のSN1、SN3、SN4、SN5、SN7-SN9系統などであり、スイス国鉄のほか、ジールタル・チューリッヒ・ユトリベルク鉄道[28]、スイス南東鉄道[29]、BDWM交通[30]、フォルヒ鉄道[31]により運行されている。詳細はチューリッヒのSバーンおよびドイツ語のチューリッヒSバーンの項の項を参照。
- 本機は2011年から営業運転に入る計画であり、スイス国鉄の担当区間のうち、DPZで運行されている主要系統に投入されて輸送力増強を図るほか、捻出されたDPZでRBe540形電車牽引の客車列車を置き換える計画となっている。
- 4両編成のRABe511.1形およびの6両13編成のRABe511形はレギオエクスプレス用としてジュネーヴ - ローザンヌ、チューリッヒ、シャフハウゼン間およびバーゼル - フリック、チューリッヒ、ベルン、ビール/ビエンヌ間およびベルン - オルテン間で運行される計画である。

## 同型機
RABe511形と同じStadlerのKISSシリーズは現在以下の各鉄道で発注がなされている。詳細はKISSの項を参照。
- オーストリアのウェストバーン鉄道[32]（WESTbahn）では、2011年から2016年までの間のウィーン-ザルツブルク間の運行を担当することとなり、これに充当するために6両編成タイプを7編成、1億1000万ユーロで発注をしている。これらの機体は2011年終わりから順次納入が始まっている。本機はウィーンからザルツブルク間で運用される都市間列車用の仕様の座席や座席配置となり、最高運転速度は200km/hとなっているほか、中間車の車端部にカフェコーナーが設置される。
- ドイツのODEG[33]は2011年1月11日に4両編成タイプを16編成をRegio-Shuttle RS1を1両とGTW2/6の気動車タイプ6編成とを併せて1億4600万ユーロで発注をしており、2012年より納入が始まり、ベルリン-ブランデンブルク・アン・デア・ハーフェル間で運用される予定である。なお、本タイプは正面デザインが独自のものに変更されることとなっている。
- ベルンのSバーンのうち、自社線およびスイス国鉄線での列車の運行を担当しているBLS AG[34]では、ベルン周辺の輸送量の急速な増加に対応するために2010年3月28日にKISSシリーズの4両編成タイプであるRABe515形28編成を49億3700万スイス・フランで発注しており、2012年3月20日に001号機がロールアウト、同年秋ダイヤから運行を開始し、2014年終わりにかけて順次運行に投入されてS1系統（フリブール - ベルン - トゥーン）、S3系統（ビール/ビエンヌ - ベルン - ベルプ）、S31系統（ミュンヘンブーフゼー - ベルン - ベルプ）、S6系統（シュヴァルツェンブルク - ベルン）間で運行される予定である。なお、これらの機体は定員の増加、快適性および利便性の向上、コスト削減の推進などの改正がなされ、前面デザインも変更されたものとなっている。
- ルクセンブルクのルクセンブルク国鉄[35]では、ドイツ乗入用の電化方式AC25kV50Hz（ルクセンブルク）とAC15kV16.7Hz（ドイツ）の複電圧式、ETCS装備、動力車1両組込の3両編成タイプを8編成（オプション31編成付）を6000万ユーロで発注している。